# Macrobrachium lar
Macrobrachium lar е вид десетоного от семейство Palaemonidae. Видът не е застрашен от изчезване.

## Разпространение и местообитание
Разпространен е в Австралия (Куинсланд), Гуам, Индонезия (Малки Зондски острови, Папуа, Сулавеси и Ява), Кения, Коморски острови, Мавриций, Мадагаскар, Малайзия (Саравак), Мозамбик, Нова Каледония, Папуа Нова Гвинея, Провинции в КНР, Реюнион, Северни Мариански острови, Сейшели, Тайван, Танзания, Фиджи, Филипини, Френска Полинезия (Маркизки острови) и Япония (Кюшу). Внесен е в САЩ (Хавайски острови).
Обитава сладководни басейни, морета, реки и потоци. Среща се на дълбочина около 1 m, при температура на водата около 29 °C и соленост 34,1 ‰.